# Castanotherium conspicuum
Castanotherium conspicuum är en mångfotingart som beskrevs av Filippo Silvestri 1897. Castanotherium conspicuum ingår i släktet Castanotherium och familjen Zephroniidae. Inga underarter finns listade i Catalogue of Life.